# Concours international de chant Bordeaux/Médoc
 (novembre 2018).
Le Concours international de chant Bordeaux-Médoc est un concours annuel international de chant lyrique destiné aux jeunes chanteurs de 18 à 36 ans. Créé en 2008 en collaboration avec  les artistes lyriques Élizabeth Vidal, André Cognet, et Musique au coeur du Médoc (MACM). Il devient bisannuel après le décès de Annette Ginestet, présidente du MACM.
En 2018, il est repris par l'Opéra national de Bordeaux.

## Historique

### Origines
En 2008, à l'instigation de Régine Roux, présidente fondatrice de l'association Musique au cœur du Médoc (MACM),, les artistes lyriques Élizabeth Vidal, soprano colorature, et André Cognet, baryton-basse, proposent à Chantal Martin-Pardigon du Conseil Général de  la Gironde de soutenir un projet de concours de chant lyrique destiné spécialement à valoriser la musique française (Mélodie et Opéra).
Cela se fait en collaboration avec les châteaux à vin parmi les plus renommés de l'appellation Bordeaux-Médoc, déjà partenaires de Musique au cœur du Médoc (MACM).
Immédiatement, des spécialistes de la Mélodie ou de l'Opéra cautionnent par leur présence effective au jury cette initiative,  comme le pianiste Dalton Baldwin qui  prend la présidence du jury dès 2008, et Michel Plasson, chef d'orchestre,  dès 2009.
L'option est prise chaque année de mettre en lumière un compositeur français, Jules  Massenet, Charles Gounod, Claude Debussy, Maurice Ravel, Emmanuel Chabrier : chacun est à son tour à l'honneur.
Dès la première année, de jeunes chanteurs de plus de dix nationalités font le voyage en Médoc pour interpréter des œuvres françaises et les palmarès montrent que beaucoup d'étrangers (espagnols, russes, coréens, chinois) se sont illustrés dans ces répertoires.
Sous la présidence d'Annette Ginestet, décédée en 2014, il est possible, d'année en année, à Élizabeth Vidal et André Cognet de constituer des jurys toujours plus tournés vers l'international ; outre le directeur artistique du programme jeunes chanteurs du Bolchoï (Young Artists Opera Program), Dmitri Vdovin, ce sont les directeurs des théâtres allemands Henri Maier et Peter Theiler, les Italiens Mauro Trombetta et Marco Guidarini,  l'Anglais Mark Eynon, la soprano australienne Yvonne Kenny, et la Hongroise Sylvia Sass, qui se sont joints à l'équipe. Pour la France, Bernard Lummeaux directeur de la diffusion artistique de Bordeaux et maire adjoint à la culture d'Arcachon.
Les châteaux Loudenne, Rauzan-Ségla, Labégorce, Léoville Poyferré et Pape Clément, reçoivent les éliminatoires et finales avant que le concours ne s'installe en 2014, sous la nouvelle présidence très active et impliquée de Nathalie Schÿler,  au Château Kirwan et cela jusqu'en 2016 où la finale a lieu pour la première fois au Grand Théâtre de Bordeaux,,.

## Objectifs

### Formation/Pédagogie
Les fondateurs, Élizabeth Vidal et André Cognet -tout autant dans le concours que dans leur association Opéraction- s' attachent à mettre l'accent sur la professionnalisation et la transmission du fruit de leur expérience. Référence en est faite à la brochure de la première édition (2008) du concours : 

« Elizabeth Vidal et André Cognet mettent leur expérience professionnelle et leur savoir technique au service des jeunes talents lyriques. Tous deux professeurs au CNR de Rueil-Malmaison, donnent des master-class dans le monde entier (Japon, Corée, Grèce, USA) à une époque où en France les troupes lyriques ont disparu, ils créent l'association Opéraction dont la mission est la formation et le suivi de carrière de jeunes chanteurs internationaux. »

 C'est dans le même esprit, qu'ils créent en 2008 le concours d'abord intitulé Concours des jeunes stars lyriques, pour devenir ensuite Concours International de Chant des Châteaux en Médoc-Bordeaux en collaboration avec Musique au cœur du Médoc (MACM).  
Le déroulement des épreuves prévoyait une rencontre avec le jury au terme des éliminatoires tant pour les sélectionnés que pour les sanctionnés. Il est en effet de la première utilité de savoir pourquoi on n'a pas été retenu tout autant que de savoir les points à améliorer pour être parmi les meilleurs. Le jury était spécialement invité à ne pas se dérober à cette obligation.

### Patrimoine culturel et artistique
Dès 2008, la musique vocale française est mise à l'honneur avec obligation pour les chanteurs de choisir le répertoire chez Bizet, Delibes ou Massenet. Les années suivantes voient honorer Chabrier, Gounod, Debussy, Poulenc, Ravel pour peu à peu s'ouvrir à tous les compositeurs français.
La collaboration avec les Châteaux à Vin, permettent aux jeunes candidats de découvrir un pan du Patrimoine National qu'est l'oenologie, la beauté de la région Médoc, la richesse inestimable de la ville de Bordeaux, maintenant Patrimoine Mondial de l'UNESCO. 
A titre d'exemple, le prix de l'Académie du Vin de Bordeaux est remporté en 2008 par le Ténor chinois Heng Shi, qui d'abord très déconfit, manifeste face au public une joie débordante quand il lui est confirmé que la caisse de grand cru -qui lui est remise- représente une valeur de 3000 euros et est l'expression d'un savoir-faire authentique et unique au monde.

## Déroulement
De 2008 à 2016, les candidats après selection sur CV ou enregistrement, sont convoqués pour l'épreuve éliminatoire le vendredi, le samedi est consacré aux répétitions avec les pianistes et aux auditions de demi-finale. Le soir est organisé un repas partagé entre les jurés et les candidats. Le dimanche matin, nouvelle répétition avec les pianistes en vue de la finale qui a lieu en milieu d'après-midi devant un large public. Cette dernière épreuve, si elle a eu lieu en 2016 à l'Opéra de Bordeaux, se tint dans les années précédentes au Château Kirwan, mais aussi au Château Loudenne (en 2009) et au Château Léoville Poyferré (en 2008).
Les candidats sont invités à préparer six morceaux, trois mélodies et trois airs d'opéra et le jury quant à lui choisit dans ce répertoire les deux morceaux plus propices à mettre en valeur les qualités du candidat pour la finale. 
Une nouvelle édition voit le jour entre les 7 et 10 Novembre 2018 à l'Opéra de Bordeaux,.

## Organisation
La forte implication de Musique au coeur du Médoc et de ses bénévoles a permis d'offrir 8 éditions de ce concours au Médoc. 
S'il est impossible de citer tous les bénévoles, on peut noter l'engagement de Annette Ginestet (présidente de Musique au coeur du Médoc), Nathalie Schÿler(présidente de Musique au coeur du Médoc), Corinne Conroy(château Brane-Cantenac), Lionel Cruse (Château d'Issan), Noël Buhot, France Martini, Sylviane Marteau, Stéphanie Ginestet, Robert Puyfaucon, Michèle Mourlevat, Gérard Mourlevat et Lise Latrille (Château Prieuré-Lichine).

## Membres du Jury
Voici une liste des différents membres du Jury au cours des huit éditions:
- Michel Plasson (président d'honneur)
- Dalton Baldwin (président d'honneur)
- Marc Adam
- Jan-Henrik Böge
- Vladimir Chernov
- André Cognet
- Marc Eynon
- Marco Guidarini
- Yvonne Kenny
- Bernard Lummeaux
- Henri Maier
- Isabelle Massé
- John McMurray
- Sylvia Sass
- Christian  Schirm
- Peter Theiler
- Mauro Trombetta
- Annie Vavrille
- Dmitry Vdovin
- Elizabeth Vidal

## Pianistes accompagnateurs
- Stéphane Trébuchet
- Maréva Bécu
- Jean-Marc Fontana
- Françoise Larrat

## Partenaires
- Société générale
- Conseil Général Gironde
- Les vins de Médoc-Bordeaux
- Banque Lazard
- Château Mouton Rothschild
- Ducru Beaucaillou
- Conseil de Grands Crus en 1885
- Académie du Vin de Bordeaux
- Château Cos Labory
- Château Rauzan Ségla
- Château Kirwan
- Chanteur audioprothésiste
- Château Brane-Cantenac
- Maison Veyret Latour
- Château d'Issan
- Château Beychevelle
- Château Lynch Bages
- Château Prieuré-Lichine
- Château Siran
- Château Desmirail
- Château Branaire-Ducru
- Château Giscours
- Château Lascombes
- Les vins fins Anthony Barlon
- Les Mairies d'Arsac, Cantenac, Margaux, Pauillac
- Les Châteaux d'Angludet, Bellegrave du Pougeaux, Blaignan, Bournac, Boyd-Cantenac, la Chandellière, Comptesse Lalande, Croizet-Bages, Dauzac, Dufort Vivens, Montrose, de Pez, Pontoise Cabarrus, Pouget, Tour Haut-Caussant, Tronquoy-Lalande, Villegeorges, Cantemerle, Citran, Clarke, Cos Labory, [[Château

Haut-Marbuzet|Haut-Marbuzet]], Pichon Longueville.

## Liste de lauréats
Depuis 2008, date de la 1ère édition, le palmarès est le suivant, dont notamment : 
- Sayaka Takahashi[13]
- Emanuela Pascu[14],[15]
- Mikhail Timoshenko[14],[16]
- Benoît Milet[17]
- Romie Estèves[18],[19]
- Yoann Dubruque[20]
- Clémence Garcia[21]